# کرکس (فیلم ۱۹۸۲)
کرکس (مجاری: Dögkeselyű) فیلمی مجارستانی است که در سال ۱۹۸۲ منتشر و در سی و سومین دوره جشنواره فیلم برلین نمایش داده شد.